# بنيامين بريستو
بنيامين هيلم بريستو (بالإنجليزية: Benjamin Helm Bristow)‏ (و. 1832 – 1896 م) هو محام من الولايات المتحدة الأمريكية ولد في إلكتون. كان وزير الخزانة الأمريكي الثلاثين، أول محامي التماس عام على البلاد، وكان ضابطا في جيش الاتحاد، وكان يتبع الحزب الجمهوري، وهو مصلح ومدافع عن الحقوق المدنية. اشتهر بريستو خلال فترة ولايته كوزير للخزانة بكشفه لشبكة الويسكي، وهي شبكة انتهازية فاسدة للتهرب من الضرائب استنزفت الخزانة الوطنية، وذلك بدعم من الرئيس يوليسيس غرانت. بالإضافة إلى ذلك، فقد ساند بريستو العملة المعيارية الذهبية بدلا من الورق. كما دعم قانون غرانت لاستئناف العملة المعدنية عام 1875، والذي ساعد على إعادة استقرار الاقتصاد خلال ذعر العام 1873. وبصفته المحامي العام الأول للولايات المتحدة، فقد ساعد الرئيس يوليسيس غرانت والمحامي العام أموس أكرمان على مقاضاة وتدمير جماعة كو كلوكس كلان في الجنوب في عصر إعادة الإعمار.  ترافع بريستو عن المواطنين الأمريكيين السود في ولاية كنتاكي وساعدهم في الإدلاء بشهاداتهم في محاكم البيض، وطالب بمنح التعليم لجميع الأعراق وتمويل تعليمهم بالمال العام.
بريستو هو من مواطني كنتاكي، وهو ابن محامي كان أحد دعاة الاتحاد في حزب الويغ. تخرج من كلية جيفرسون في بنسلفانيا في عام 1851، ودرس القانون ونجح في امتحان نقابة المحاماة في عام 1853، وعمل كمحام حتى اندلاع الحرب الأهلية الأمريكية في عام 1861. حارب بريستو في جيش الاتحاد وترقى إلى رتبة عقيد. جرح في معركة شيلوه، ثم استعاد صحته وتمت ترقيته إلى رتبة مقدم. في عام 1863، تم انتخاب بريستو إلى مجلس الشيوخ عن ولاية كنتاكي، وخدم لفترة واحدة فقط. تم تعيين بريستو في نهاية الحرب الأهلية مساعدا للمدعي العام الذي تولى منطقة لويفيل، ثم تم تعيينه في عام 1866 مدعي عام المقاطعة.
في عام 1870، تم تعيين بريستو أول محامي التماس عام للبلاد، وساعد المدعي العام الأمريكي بمناقشة القضايا أمام المحكمة العليا. تم تعيين بريستو وزير الخزانة في عام 1874 من قبل الرئيس يوليسيس غرانت. في البداية منحه غرانت دعمه الكامل خلال محاكمة شبكة الويسكي الشهيرة. إلا أن بريستو والمدعي العام إدواردز بيريبونت، اكتشفا أن أورفيل أي بابكوك، السكرتير الشخصي لغرانت، شارك في العملية، فساءت بعدها علاقة غرانت مع بريستو. زاد الاحتكاك بين الاثنين بسبب محاكمة شبكة الويسكي، كما ظهرت شائعات بأن بريستو يريد الترشح لرئاسة الولايات المتحدة، فاستقال بريستو من حكومة الرئيس غرانت في يونيو 1876. حاول بريستو نيل بطاقة الحزب الجمهوري في الانتخابات الرئاسية عام 1876 كمصلح ولم ينجح، واختار الجمهوريون رذرفورد هايز. عاد بريستو إلى عمله الخاص في نيويورك بعد انتخابات عام 1876، وأسس مكتبه القانوني في عام 1878، وظل يطرح القضايا أمام المحكمة العليا حتى وفاته في عام 1896.

## روابط خارجية
- بنيامين بريستو على موقع الموسوعة البريطانية (الإنجليزية)
- بنيامين بريستو على موقع إن إن دي بي (الإنجليزية)